# Palacio de Arezzo della Targia
El palacio de Arezzo della Targia es un edificio noble situado en la Piazza del Duomo de Siracusa, junto al Palazzo Beneventano del Bosco.

## Historia
Fue construido por voluntad de la noble familia Arezzo, barones que tenían posesiones en el territorio de Targia y otros dispersos por el área de Siracusa desde Augusta hasta Cassibile.

## La estructura del palacio
El edificio tiene una forma curvilínea ya que sigue la forma elíptica de la Piazza del Duomo. Tiene cuatro grandes portales, cada uno de ellos separados por ventanas no demasiado elaboradas. En la planta superior hay nueve balcones cerrados con rejas de hierro, sobre los que se encuentran vigas trabajadas con piedra ibleana. Diez pilares de estilo almenado delimitan la estructura del palacio. Una segunda entrada al edificio, diferente de la principal, presenta una gran puerta arqueada de estilo barroco, flanqueada por otros dos balcones también revestidos de hierro forjado.